# Стэнли, Эдуард, 11-й граф Дерби
Эдуард Стэнли (англ. Edward Stanley; 27 сентября 1689 — 22 февраля 1776) — английский аристократ, 5-й баронет Стэнли из Бикерстаффа с 1714 года, 11-й граф Дерби с 1736 года.

## Биография
Эдуард Стэнли принадлежал к младшей ветви влиятельного аристократического рода. Он был сыном сэра Томаса Стэнли, 4-го баронета Стэнли из Бикерстаффа, потомка младшего брата 2-го графа Дерби, и Элизабет Паттен. Эдуард родился в 1689 году, а в 1714 году, после смерти отца, унаследовал семейные владения и титул. В 1723 году он стал верховным шерифом Ланкашира, в 1727 году был избран депутатом Палаты общин от этого графства. В 1736 году, когда умер его дальний родственник Джеймс Стэнли, 10-й граф Дерби, Эдуард унаследовал владения старшей ветви рода и занял место в Палате лордов как 11-й граф Дерби. В 1741—1757 и 1771—1776 годах он занимал пост лорда-лейтенанта Ланкашира. Осенью 1745 года, во время восстания якобитов, Стэнли командовал местным ополчением.
Граф был женат на Элизабет Хескет, дочери Роберта Хескета. В этом браке родились сын Джеймс и дочь Шарлотта, жена генерала Джона Бергойна. Джеймс умер при жизни отца, так что наследником Эдуарда стал внук, Эдуард Смит-Стэнли.